# Phapitreron
A Phapitreron a madarak osztályának galambalakúak (Columbiformes) rendjének  a galambfélék (Columbidae) családjába és a gyümölcsgalambformák (Treroninae) alcsaládjába tartozó nem.

## Rendszerezésük
A nemet Charles Lucien Jules Laurent Bonaparte írta le 1854-ben, az alábbi fajok tartoznak ide:
- fehérfülű gyümölcsgalamb (Phapitreron leucotis)
- ametiszt gyümölcsgalamb (Phapitreron amethystinus)
- szürkefülű gyümölcsgalamb (Phapitreron cinereiceps)
- Phapitreron brunneiceps[1] vagy Phapitreron cinereiceps brunneiceps[2]

## Előfordulásuk
A Fülöp-szigetek területén honosak. Természetes élőhelyeik a szubtrópusi vagy trópusi erdők.

## Megjelenésük
Testhosszuk 23–27 centiméter közötti.

## Életmódjuk
Feltehetően gyümölcsökkel és magvakkal táplálkoznak.